# Ahlshausen-Sievershausen
Ahlshausen-Sievershausen ist eine Ortschaft der Stadt Einbeck im südniedersächsischen Landkreis Northeim.

## Geographie

### Lage
Ahlshausen befindet sich im südlichen Leinebergland und liegt im Tal zwischen mehreren Bergen. Richtung Einbeck zieht sich an Ahlshausen der Krieberg (299 m ü. NHN) entlang. Auf der anderen Seite des Dorfes befindet sich der Rott und der Sonnenberg. Ahlshausen ist von Buchen- und Fichtenwald umschlossen. Bei Ahlshausen entspringt der Wambach, der in die Leine mündet.
Umliegende Dörfer sind unter anderem Sievershausen, Rittierode, Opperhausen, Vogelbeck, Hohnstedt und Eboldshausen.
An Ahlshausen führt die Schnellfahrstrecke Hannover–Würzburg der Bahn mit dem Kriebergtunnel entlang. Hier befindet sich die Überleitstelle Ahlshausen.

### Ortsgliederung
Die Ortschaft Ahlshausen-Sievershausen besteht aus den folgenden Ortsteilen:
- Ahlshausen
- Sievershausen

## Geschichte
Einer Sage nach sollen beide Dörfer zur Zeit von König Heinrich dem Vogler im 10. Jahrhundert entstanden sein. Der Ort Ahlshausen ist urkundlich aus dem Jahr 1208 als Aleshusin und aus dem Jahr 1238 als Aleshusen belegt.
Um 1500 gehörten die beiden Ortschaften Ahlshausen-Sievershausen zum Fürstentum Braunschweig-Wolfenbüttel. Von 1807 bis 1813 unterstanden sie der Verwaltung des Land-Kantons Einbeck im Königreich Westphalen, danach bis 1850 zum Kreisamt bzw. Landkreis Gandersheim.
Im Jahre 1850 wurden die beiden Dörfer in selbständige Gemeinden umgewandelt, behielten aber eine gemeinsame Verwaltung. Um 1891 wurden sie wieder zur Gemeinde Ahlshausen-Sievershausen zusammengelegt.
Das Gerücht, dass Max Beckmann im Jahre 1899 in Ahlshausen das damalige private Internat im Pfarrhaus besuchte, wird seit Jahren kolportiert. Die Existenz einer solchen Einrichtung konnte bislang nicht nachgewiesen werden.
Auf dem Sonnenberg, auf dem heute zwei moderne Windräder stehen, stand früher eine Windmühle. Sie ist im Jahre 1924 nach einem Blitzeinschlag abgebrannt.
Am 1. März 1974 trat im Zusammenhang mit der Gebietsreform in Niedersachsen ein vom Niedersächsischen Landtag beschlossenes Gesetz zur Neugliederung der Gemeinden im Raum Northeim, Einbeck und Gandersheim in Kraft. Die Gemeinde Ahlshausen-Sievershausen wurde aufgelöst und wurde zu einer Ortschaft der Gemeinde Kreiensen zunächst im Landkreis Gandersheim, ab 1977 im Landkreis Northeim. Kreiensen fusionierte zum 1. Januar 2013 mit Einbeck zur (neuen) Stadt Einbeck.

## Politik

### Ortsrat
Ahlshausen-Sievershausen hat einen siebenköpfigen Ortsrat, der seit der Kommunalwahl 2021 ausschließlich von Mitgliedern der Wählergemeinschaft „Gemeinsame Liste Ahlshausen-Sievershausen“ besetzt ist. Die Wahlbeteiligung lag bei 67,7 Prozent.

### Ortsbürgermeister
Der Ortsbürgermeister ist Jürgen Hesse (WG). Sein Stellvertreter ist Pascal Aschermann (WG).

### Partnerschaft
- Petzenkirchen, Niederösterreich seit 1983

## Kultur und Sehenswürdigkeiten
- Ein Jahresstein an der Kirche von Ahlshausen weist das Datum 1738 auf.[7]